# Capella (film)
 For alternative betydninger, se Capella. (Se også artikler, som begynder med Capella)
Capella er en dansk kortfilm fra 1987 med instruktion og manuskript af Lizzie Corfixen.

## Handling
En kvinde isolerer sig fra omverdenen på grund af angst og mangel på kærlighed. I sin desperation skaber hun drømmen om et liv udenfor.